# Dalhousie-obeliszk
A Dalhousie-obeliszk Szingapúr első köztéri emlékműve, amelyet 1851 februárjában állítottak fel.

## Története
Az obeliszket annak alkalmából emelték, hogy James Andrew Broun-Ramsay, Dalhousie őrgrófja, India főkormányzója 1850. február 17-19-én Szingapúrba látogatott. Ebben az időben még Bengáliából irányították a mai városállamot.

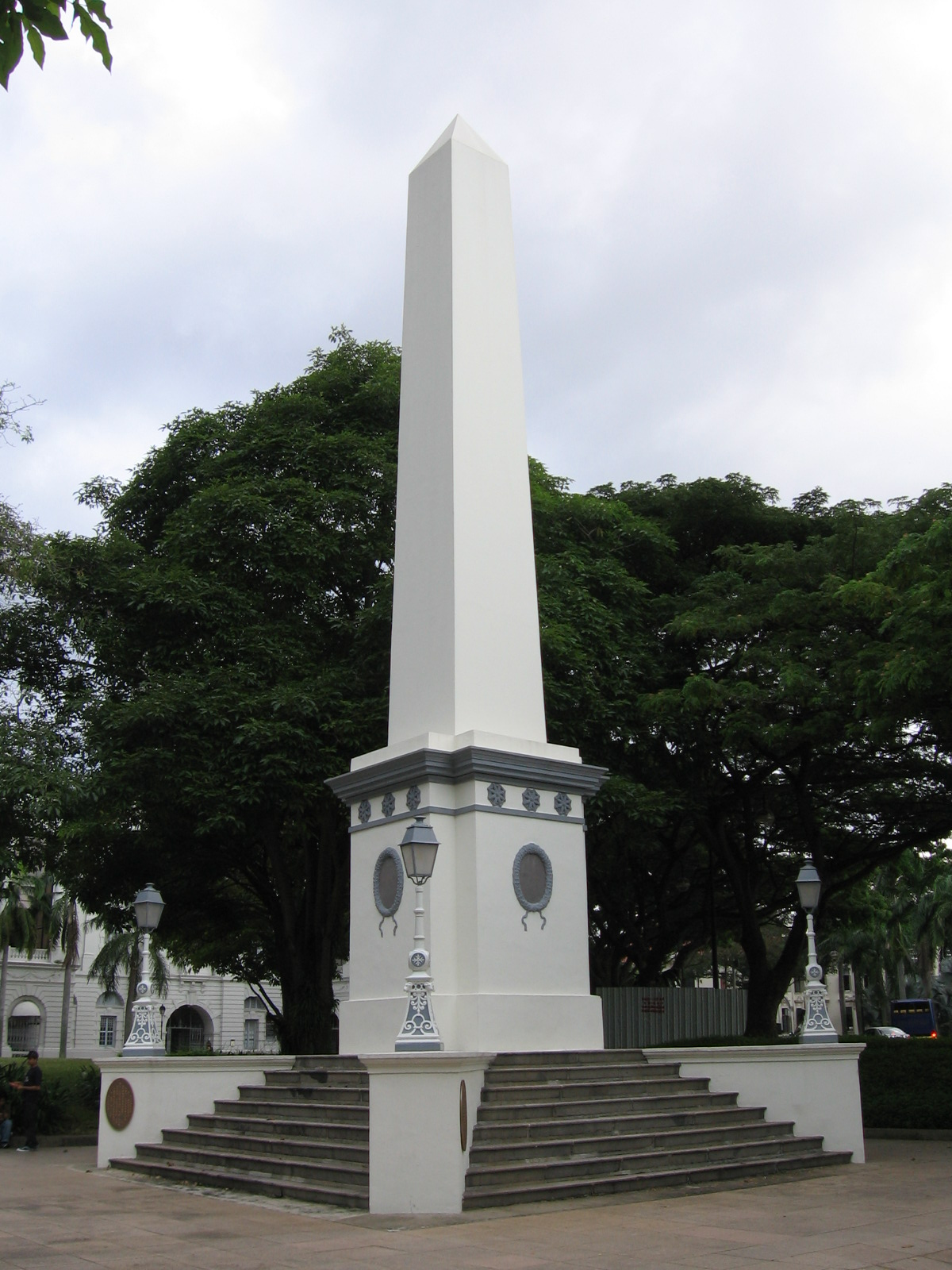

Dalhousie-t két évvel korábban nevezték ki főkormányzónak. 1850-ben hajóútra indult, hogy felkeresse a hatósága alá tartozó, Indián kívüli területeket. Szingapúr vezetői azt remélték a vizittől, hogy a település gazdasági potenciáljának megismertetésével elérhetnek olyan változásokat, amelyek elősegítik a szabad kereskedelmet és közösségük fejlődését. A márkit felesége és kormányzatának delegációja is elkísérte az útra. A szingapúriak nagy pompával fogadták.
Dalhousie felkeresett számos közintézményt, találkozott szabadkőműves vezetőkkel, a szingapúri kereskedelmi kamara tagjaival és a kínai kereskedőközösség képviselőivel. Szingapúrban, megelőlegezve a kedvező változásokat, bizottság állt fel az emlékműállítás megszervezésére. Nevük ma is látható az emlékművön. 1850 februárja és 1851 januárja között vita zajlott a helyi sajtóban arról, hogy a Dalhousie-látogatásnak vagy inkább Stamford Rafflesnek, Szingapúr alapítójának kellene emlékművet állítani.
Az ellenvéleményekkel nem törődve,  William. J. Butterworth, a település kormányzója 1850 májusában a Dalhousie-emlékmű felállítása mellett döntött. A szükséges pénzalap gyorsan összegyűlt. Az emlékművet John Turnbull Thomson kormányzati mérnök tervezte, inspirálója a londoni Kleopátra tűje volt. Az építkezés 1850 végén kezdődött. A kőtalapzaton álló emlékmű téglából készült, amelyet bevakoltak. A gyűjtésből megmaradt pénzből négy, Angliából importált lámpaoszloppal egészítették ki az építményt 1851 októberében.
Az obeliszk alapzatára lépcsők vezetnek. Az építményt először a Beach Road és a High Street találkozásánál állították fel. Az 1880-as évek elején kezdeményezés indult a lebontására, de Cecil Clementi Smith kormányzó inkább máshova helyeztette 1886-ban, hogy helyet csináljon a Connaught Drive-nak. 1890. július 9-én ismét arrébb költöztették, közel ahhoz a helyhez, ahol Dalhousie egykor partra szállt. 1910-ben, az Anderson hídtól északra állították fel. Egy évvel később került mai helyére, az egykori Empress Place Building közelébe, amely ma az ázsiai civilizációk múzeuma.